# Кляйнер, Брюс
Брюс Алан Кляйнер — американский геометр.
Профессор математики в Нью-Йоркском университете.
Защитил диссертацию в 1990 году в Калифорнийском университете в Беркли под руководством У-И Сян.

## Вклад
- Гипотеза Хопфа о римановый метриках на {\displaystyle \mathbb {S} ^{2}\times \mathbb {S} ^{2}} с изометрическим действием {\displaystyle \mathbb {S} ^{1}}.[3]
- Гипотеза Картана — Адамара в размерности 3.
- Относительно простое доказательство теоремы Громова о группах полиномиального роста.[4]
- Совместно с Джоном Лоттом из Мичиганского университета они подробно изложили доказательство гипотезы геометризации данное Григорием Перельманом.[5]
- Автор обзорных статей о потоке Риччи.